# Choronzon
Choronzon je démon nebo ďábel, jenž se poprvé objevuje ve spisech okultistů Edwarda Kelleyho a Johna Dee v 16. století uvnitř jejich pozdějšího okultního systému Enochiánské magie. Ve 20. století se stal důležitým elementem uvnitř mystického systému Thelema, kterou založil Aleister Crowley, kde je Choronzon poslední velkou překážkou mezi adeptem a osvícením. Thelemité věří, že úkolem Choronzona je zničit ego, což adeptovi umožní projít za Abyss.

## Choronzon v okultismu
Choronzona, jinak známého jako Démon Rozvratu nebo Veliký Desintegrátor, popsal Crowley jako dočasnou personifikaci šílených a nekonzistentních sil obývajících Abyss.
Crowley tvrdí, že on a Victor Benjamin Neuburg uskutečnili evokaci Choronzona v Saharské poušti v prosinci roku 1909. Crowley měl stát v trojúhelníku zjevů a Neuburg se evokace účastnil v magickém kruhu. Během magické operace Choronzon neustále měnil svou podobu a pokoušel se Neuburga přelstít. Později se údajně Choronzonovi vrháním písku přes magický kruh povedlo kruh prolomit a zaútočit na Neuburga, který jej však přemohl pomocí magické dýky. Choronzon po svém přemožení hovořil s Neuburgem a poté byla operace ukončena.
Crowley v trojúhelníku zjevů, který dle okultní tradice slouží k manifestaci zjevené entity, popsal desintegrující a vnitřně rozežírající působení entity, jedná se o jediný uváděný případ, kdy okultista při evokaci zaujal toto místo.
Pokusy evokace Choronzona uskutečnili mnozí další okultisté, mezi nimi například český okultista, spisovatel a signatář Charty 77 Josef Veselý.